# Seznam písní skupiny Mig 21
Seznam písní skupiny Mig 21 uvádí přehled skladeb, které má tato hudební skupina na svém repertoáru.

## A
- „A ještě k tomu jsme si vystřelili z děla“ – Hity a rarity (2020)[1]
- „Ako F. B. I.“ (2015) – spolu s Vojtěchem Dykem[2] – Hity a rarity (2020)[1]

## B
- „Bárbekjů“ – Snadné je žít (2001)[3]
- „Budapešť“ – Snadné je žít (2001)[3]
- „Bývá mi úzko“ – Best of (2006),[4] Mig 21 & LELEK Orchestra – Naživo (2009)[5]

## Č
- „Člun“ – Snadné je žít (2001),[3] Best of (2006)[4], Hity a rarity (2020)[1]

## D
- „Diskobůh“ – Album (2014)[6], Hity a rarity (2020)[1]
- „Dívky ó dívky“ – Pop Pop Pop (2004)[7]
- „Džus noci“ – Džus noci (2021)[8]

## H
- „Hádej, co žena žádá“ – Džus noci (2021)[8]
- „Hej kámo!“ – Hity a rarity (2020)[9], Džus noci (2021)[8]
- „Here comes the gun“ – Pop Pop Pop (2004),[7] Best of (2006)[4]
- „Hodiny“ – Pop Pop Pop (2004)[7]
- „Ho-ka-he“ – Pop Pop Pop (2004),[7] Best of (2006),[4] Mig 21 & LELEK Orchestra – Naživo (2009)[5], Hity a rarity (2020)[1]
- „Hurá!“ (2018)[10] – Džus noci (2021)[8]
- „Hyjé!“ (2019)[11] – Džus noci (2021)[8]

## Ch
- „Chci ti říct“ – Album (2014)[6], Hity a rarity (2020)[1]

## J
- „Japi“ – Pop Pop Pop (2004)[7]
- „Jaro léto podzim zima“ – Snadné je žít (2001),[3] Best of (2006)[4], Hity a rarity (2020)[1]
- „Jaromíre“ – Pop Pop Pop (2004)[7], Hity a rarity (2020)[1]
- „Jasno“ – Udělalo se nám jasno (2002),[12] Best of (2006)[4]
- „Jedině láska“ (2016)[13] – Džus noci (2021)[8]
- „Jestli jsem šťastnej“ – Udělalo se nám jasno (2002),[12] Best of (2006)[4], Hity a rarity (2020)[1]
- „Ještě jednu?“ – Mig 21 & LELEK Orchestra – Naživo (2009)[5]

## K
- „Kalhotky si sundej“ – Album (2014)[6], Hity a rarity (2020)[1]
- „Karafiát“ – Album (2014)[6], Hity a rarity (2020)[1]
- „Koně“ – Udělalo se nám jasno (2002)[12]

## M
- „Malotraktorem“ – Udělalo se nám jasno (2002),[12] Best of (2006),[4] Mig 21 & LELEK Orchestra – Naživo (2009)[5], Hity a rarity (2020)[1]
- „Máma se vrací“ – Album (2014)[6], Hity a rarity (2020)[1]
- „Mávej“ – Album (2014)[6], Hity a rarity (2020)[1]

## N
- „Na světě rád“ – Pop Pop Pop (2004),[7] Mig 21 & LELEK Orchestra – Naživo (2009)[5]
- „Na zotavenou“ – Album (2014)[6]
- „Nechej se“ – Džus noci (2021)[8]
- „Nocí půjdu sám“ – Udělalo se nám jasno (2002),[12] Best of (2006)[4], Hity a rarity (2020)[1]

## O
- „O té kráse“ – Udělalo se nám jasno (2002)[12]
- „Onanovat“ – Udělalo se nám jasno (2002)[12]
- „Orle“ – Album (2014)[6]
- „Overtura“[p 1] – Mig 21 & LELEK Orchestra – Naživo (2009)[5], Hity a rarity (2020)[1]

## P
- „Poslechni si pravdu“ – Udělalo se nám jasno (2002)[12]
- „Periferním pohledem“ – Udělalo se nám jasno (2002)[12]
- „Petra a Gábina“ – Udělalo se nám jasno (2002),[12] Best of (2006)[4], Hity a rarity (2020)[1]
- „Policajtka“ – Album (2014)[6]
- „Pop Pop  Pop“ – Pop Pop Pop (2004)[7]
- „Ptáček“ – Džus noci (2021)[8]

## S
- „Skejt“ – Snadné je žít (2001),[3] Best of (2006),[4] Mig 21 & LELEK Orchestra – Naživo (2009)[5], Hity a rarity (2020)[1]
- „Slepic pírka“ – Snadné je žít (2001),[3] Best of (2006),[4] Mig 21 & LELEK Orchestra – Naživo (2009)[5], Hity a rarity (2020)[1]
- „Snadné je žít“ – Snadné je žít (2001),[3] Best of (2006),[4] Mig 21 & LELEK Orchestra – Naživo (2009)[5]
- „Svádíš“ – Džus noci (2021)[8]
- „Svěřím se ti, sněhuláku“ – Best of (2006),[4] Mig 21 & LELEK Orchestra – Naživo (2009)[5], Hity a rarity (2020)[1]
- „Sviť sviť světlomete“ – Pop Pop Pop (2004),[7] Best of (2006)[4], Hity a rarity (2020)[1]
- „Svoboda není levná věc“ (2017)[14] – Džus noci (2021)[8]

## Š
- „Štěstí hejbe planetou“ – Album (2014)[6], Hity a rarity (2020)[1]

## T
- „Tančili čile“ – Udělalo se nám jasno (2002)[12]
- „Tančím“ – Udělalo se nám jasno (2002),[12] remix Pop Pop Pop (2004),[7] Best of (2006),[4] Mig 21 & LELEK Orchestra – Naživo (2009)[5], Hity a rarity (2020)[1]
- „Tát začal sníh“ – Udělalo se nám jasno (2002),[12] Best of (2006)[4], Hity a rarity (2020)[1]
- „TěsněVedleSebe“ – Džus noci (2021)[8]
- „Tralalalala“ – Snadné je žít (2001)[3]
- „Tvá hvězda září“ – Pop Pop Pop (2004)[7]
- „Twist“ – Snadné je žít (2001)[3]
- „Tykej mi“ – Džus noci (2021)[8]

## V
- „V dnešním světě kompjůtrů“ – Snadné je žít (2001),[3] Best of (2006),[4] Mig 21 & LELEK Orchestra – Naživo (2009)[5], Hity a rarity (2020)[1]
- „V Litoměřicích“ – Udělalo se nám jasno (2002),[12] Best of (2006)[4], Hity a rarity (2020)[1]
- „V tropické zahradě“ – Album (2014)[6], Hity a rarity (2020)[1]
- „Venkovan kluk“ – Album (2014)[6], Hity a rarity (2020)[1]
- „Věrka“ – Snadné je žít (2001)[3]
- „Vlajky vlají“ – Pop Pop Pop (2004),[7] Best of (2006),[4] Mig 21 & LELEK Orchestra – Naživo (2009)[5], Hity a rarity (2020)[1]
- „Vyhodili mě z kapely“ – Snadné je žít (2001)[3]

## Ž
- „Život je poušť“ – Album (2014)[6]
- „Žlutý dvojplošník“ – Snadné je žít (2001),[3] Best of (2006),[4] Mig 21 & LELEK Orchestra – Naživo (2009)[5], Hity a rarity (2020)[1]